# BoxBoy! (saga)

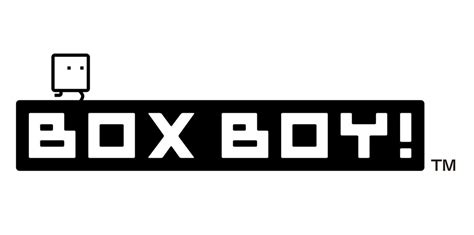
BoxBoy! Series Logo

Boxboy! es una serie de juegos rompecabezas, plataformas y lógica creado por HAL Laboratory y publicado por Nintendo. La serie trata sobre el protagonista, Qbby, una caja cuadrada de color blanco que puede producir una pila de cajas de su mismo tamaño conectadas entre ellas. Las cajas son utilizadas para superar obstáculos en niveles por los que hay que guiar a Qbby hasta la meta. El primer juego, BoxBoy!, fue lanzado el 14 de enero de 2015, en la Nintendo 3DS. Su secuela, BoxBoxBoy!, se lanzó en la misma consola en 2016, y un año después se lanzó un tercero, Bye-Bye BoxBoy!, para igual consola. Después de un año entero sin un nuevo juego de Qbby, se lanzó, en la Nintendo Switch, BoxBoy! + BoxGirl!. Todos los juegos de Qbby han sido desarrollados por HAL Laboratory.

## Juegos
| 2015 | BoxBoy!            |
| 2016 | BoxBoxBoy!         |
| 2017 | Bye-Bye BoxBoy!    |
| 2018 |                    |
| 2019 | BoxBoy! + BoxGirl! |

### BoxBoy!
BoxBoy! surgió como un proyecto experimental mientras HAL Laboratory desarrollaba Kirby: Triple Deluxe y Kirby and the Rainbow Curse. El proyecto para BoxBoy! fue concebido en julio del 2011 por el empleado Yasuhiro Mukae, quien se convertiría más tarde en el director de dicho juego. En el juego controlas a Qbby, al que tienes que dirigir hacia la meta utilizando cajas para resolver obstáculos. El juego fue muy bien recibido por la crítica.

### BoxBoxBoy!
BoxBoxBoy! es un juego de rompecabezas, plataformas y lógica para la Nintendo 3DS. El juego fue lanzado primeramente en Japón en enero de 2016, y en otros territorios en junio del mismo año. El juego introduce el concepto de poder tener dos paquetes de cajas a la vez. El juego fue bien visto por la crítica, pero acusado de ser «poco innovador».

### Bye-Bye BoxBoy!
Bye-Bye BoxBoy! es un juego de plataformas, lógica y rompecabezas de la Nintendo 3DS. El juego se lanzó para el mundo entero en 2017. Añade la posibilidad de tener cajas con distintas habilidades y presenta a los Qbabies que Qbby tiene que escoltar hasta el final del nivel.

### BoxBoy! + BoxGirl!
BoxBoy! + BoxGirl! es un juego de plataformas, rompecabezas y lógica. Es el cuarto y más reciente juego de la serie, y el primero en lanzarse en la Nintendo Switch. Es una secuela de Bye Bye BoxBoy! El juego añade la posibilidad del multijugador, y es el primer y único juego que la tiene. Se presenta a un dos nuevos personajes, uno femenino, llamada Qucy, y otro, masculino, Qudy. El juego fue lanzado para todo el mundo el 26 de abril de 2019, y solo está disponible por la Nintendo eShop. El juego fue alabado por la crítica, sobre todo por el multijugador.